# Синявицоподобни
Синявицоподобни (Coraciiformes) са разред разнообразни по размери и външен вид птици. С малки изключения пъстро и ярко оцветени.

## Разпространение
Разпространени са предимно в стария свят. в България се срещат 4 вида:
- Coracias garrulus – Синявица
- Alcedo atthis – Земеродно рибарче
- Merops apiaster – Обикновен пчелояд
- Merops superciliosus – Зелен пчелояд

## Начин на живот и хранене
Хранят се предимно с жива храна, насекоми, дребна риба и др.

## Размножаване
Повечето видове са моногамни, без изразен полов диморфизъм. Гнездят най-често в дупки по дърветата, по стръмни земни склонове или речни брегове. Малките се излюпват напълно безомощни и двамата родители се грижат за тях.

## Допълнителни сведения
В България са защитени видове включени в Червената книга. В съвременните класификации от разреда е отделен новият разред Птици носорози.

## Списък на семействата
1. Alcedinidae – Земеродни рибарчета
2. Brachypteraciidae –
3. Cerylidae —
4. Coraciidae – Синявицови
5. Dacelonidae – (остаряло-Halcyonidae)
6. Leptosomidae – Куковицови синявици
7. Meropidae – Пчелоядови
8. Momotidae – Момотови
9. Todidae – Тодови